# 고양 국사봉 지석묘군
국사봉 지석묘군은 경기도 고양시 덕양구 화정동에 있다. 2010년 6월 15일 고양시의 향토문화재 제56호로 지정되었다.

## 개요
신석기 청동기 시대의 지석묘+고인돌이다. 덥개돌과 받침돌이 뚜렸하게 남아 있다

## 현지 안내문
지석묘는 고인돌(dolmen)이라고 불리는데, 비파형동검(琵琶形銅劍)과 더불어 고조선의 문화를 보여주는 중요한 문화유산이다. 국사봉 지석묘군은 고양시에 남아있는 대표적인 선사유적으로서 그 가치가 매우 크다.
국사봉은 화정동의 동북쪽에 위치한 해발 109.4m로 부근에서는 가장 높은 산이다. 현재 군부대가 있는 국사봉의 정상부근에는 장사바위라\고 불리는 큰 바위가 있고 바위 아래로 20~30m 정도 아래의 능선까지 많은 바위들이 있는데, 이 중 상당수가 청동기시대 후기에 제작된 고인돌로 추정되고 있다. 인접한 지역인 파주시 교하면과 월롱면에서도 유사한 지석묘군이 확인되었다. 
또한 2010년 국사봉 지석묘군에서 동쪽으로 1km 떨어진 도내동 발굴조사에서 청동기시대 후기 주거지가 대량으로 확인됨에 따라 고인돌 인근에서 고조선시대 사람들이 많이 살았음이 재확인되었다. 출토된 유물로는 유경식 마제석검(有莖式 摩製石劍)이 있다. 석검은 국사봉 북사면에서 군부대의 병사가 참호를 파던 중에 발견되었다. 국사봉에서 출토된 것과 비슷한 석검은 평남, 황해도 지방에서 많이 발견된다.